# Площадь под кривой (AUC)
Площадь под кривой, или AUC (от англ. area under the curve) в фармакокинетике — площадь под кривой зависимости концентрации лекарственного препарата в плазме крови от времени. Параметр отражает системное воздействие препарата, учитывая скорость выведения из организма,  и позволяет оценить его биодоступность, подобрать дозировку и сравнить биоэквивалентность лекарственных форм. На практике площадь под кривой рассчитывают методом трапеций по дискретным измерениям концентрации в определённые моменты времени. Для анализа концентраций используют высокоточные методы, такие как жидкостная хроматография с масс-спектрометрией.

## Интерпретация и области применения AUC
Площадь под кривой (принимающая значения от нуля до бесконечности) показывает суммарную экспозицию препарата во времени.
AUC — полезный показатель для оценки того, обеспечивают ли две формы препарата с одинаковой дозировкой (например, капсула и таблетка) равный уровень воздействия на ткани или плазму.
Другой областью применения AUC является терапевтический мониторинг препаратов с узким терапевтическим индексом. Например, гентамицин — антибиотик, который может быть нефротоксичным (вызывать повреждение почек) и ототоксичным (вызывать повреждение слуха); измерение концентрации гентамицина в плазме крови пациента и расчет AUC используются для корректировки дозы.
AUC также может быть полезна для определения средней концентрации препарата через определенный временной интервал (AUC/t). Кроме того, площадь под кривой используется, когда говорят о процессах выведения. Количество препарата, выведенного из организма (масса), рассчитывается по формуле:
Количество выведенного препарата (масса) = Клиренс (объем/время) × AUC (масса × время/объем).
Изменение AUC концентрации глюкозы после приема пищи используется для расчета гликемического индекса.

## Биодоступность
В фармакокинетике биодоступность определяется как доля препарата, которая поступает в системный кровоток и, соответственно, становится способной оказывать биологический эффект. Для ее оценки часто используют показатель площади под кривой. Чтобы определить значения AUC, обычно строят графики зависимости концентрации препарата в сыворотке крови от времени, используя препараты, меченые углеродом-14 (14C), и метод ускорительной масс-спектрометрии (УМС).
Биодоступность включает понятия «абсолютная биодоступность» и «относительная биодоступность».

### Абсолютная биодоступность
Абсолютная биодоступность характеризует биодоступность препарата, достигшего системного кровотока после введения внесосудистым способом (например, перорально, ректально, подкожно и т. д.) в сравнению с той же дозой, введенной внутривенно. Это соотношение рассчитывается путем сравнения AUC после введения препарата двумя различными способами с учетом дозировки для каждой формы.
{\displaystyle F_{\text{abs}}=\left({\frac {{\text{AUC}}_{\text{non-IV}}}{{\text{AUC}}_{\text{ IV}}}}\ \right)\times \left({\frac {{\text{Dose}}_{\text{ IV}}}{{\text{Dose}}_{\text{non-IV}}}}\ \right)},
где {\displaystyle F_{abs}} - абсолютная биодоступность, {\displaystyle AUC_{non-IV}} — площадь под кривой препарата, введенного внесосудистым способом, {\displaystyle AUC_{IV}} — площадь под кривой препарата, введенного внутривенно, {\displaystyle Dose_{non-IV}} — доза препарата, принятая внесосудистым способом, {\displaystyle Dose_{IV}} — доза препарат, принятая внутривенно.

### Относительная биодоступность
Относительная биодоступность позволяет сравнить биодоступность двух различных лекарственных форм. Для этого сравниваются относительные значения AUC, а для нормализации расчетов применяются соответствующие дозы.
{\displaystyle F_{\text{rel}}=\left({\frac {{\text{AUC}}_{\text{dosageA}}}{{\text{AUC}}_{\text{dosageB}}}}\ \right)\times \left({\frac {{\text{Dose}}_{\text{B}}}{{\text{Dose}}_{\text{A}}}}\ \right)},
где {\displaystyle F_{ref}} - относительная биодоступность, {\displaystyle AUC_{dosageA}} — площадь под кривой препарата A, {\displaystyle AUC_{dosageB}} — площадь под кривой препарата B, {\displaystyle Dose_{A}} — доза препарата A, {\displaystyle Dose_{B}} — доза препарат B.

## Расчет AUC
Применение метода трапеций для расчета AUC упоминается в литературе как минимум с 1975 года в книге Дж. Г. Вагнера (J. G. Wagner) «Основы клинической фармакокинетики» (Fundamentals of Clinical Pharmacokinetics). В статье 1977 года рассматриваются различия между классическим методом трапеций и другими подходами, которые учитывают особенности формы графика концентрации, обусловленные кинетикой первого порядка.
Несмотря на наличие математически более точных методов численного интегрирования (например, описанных в работе Дж. Г. Вагнера и Дж. В. Айреса 1977 года), правило трапеций остается стандартным подходом для расчета площади под кривой в фармакинетике. Позже внимание сместилось с улучшения метода расчета на улучшение схем отбора проб. Примером может служить алгоритм OTTER, предложенный в 2019 году, который выполняет моделирование данных в виде суммы экспоненциальных кривых. Однако этот метод используется лишь для того, чтобы предложить наиболее оптимальные временные точки отбора проб.

## Площадь под кривой эффекта
Площадь под кривой эффекта, или AUEC (англ. area under the effect curve) рассчитывается с помощью кривой эффект—время, когда известна зависимость эффекта от концентрации. AUEC используется вместо AUC при переводе дозировок с животных на человека, поскольку AUEC лучше учитывает изменения, связанные с выведение препарата и схемой дозирования.